# Bupleurum microcephalum
Bupleurum microcephalum är en flockblommig växtart som beskrevs av Friedrich Ludwig Diels. Bupleurum microcephalum ingår i släktet harörter, och familjen flockblommiga växter. Inga underarter finns listade i Catalogue of Life.